# Oia
Oia (řecky Οία) je komunita a město na ostrově Théra v Řecku. Náleží do obecní jednotky Oia v obci Théra. Je jednou ze dvou komunit v obecní jednotce a jednou ze třinácti na ostrově.

## Obyvatelstvo
Komunita Oia je tvořena šesti sídly.
- - komunita Oia (1226) — Finika (222), Koloumbos (23), Oia (665), Ormos Ammoudiou (23), Ormos Armenis (4), Paradisos (92), Tholos (197).